# Castelo de Wenecja

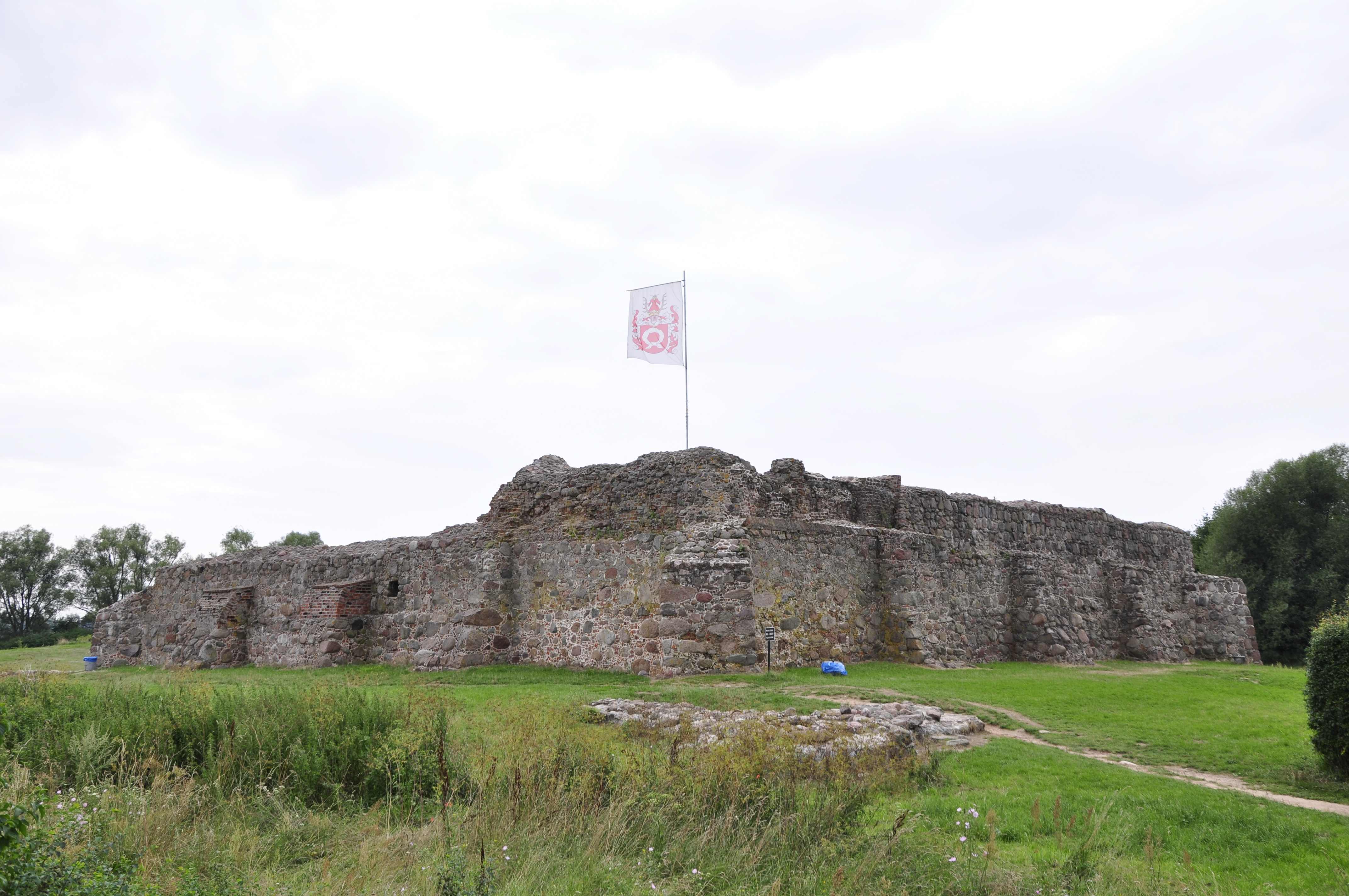
Ruína do Castelo Wenecja, Polónia

Castelo de Wenecja é um castelo localizado em Wenecja, na voivodia da Kuyavian-Pomeranian na Polónia . Remonta ao século XIV.